# Alfons Loontjens
Alfons Loontjens (Oostwinkel, 15 augustus 1867 - Kaprijke, 25 februari 1941) was een Belgisch ondernemer actief als bierbrouwer. Hij was de zoon van Petrus Loontjens (1831-1901) die burgemeester was te Oostwinkel en Sophie Neyt (1833-1924). Zelf was hij gehuwd met Bertha Maria Dossche (1876-1963), die de dochter was van de burgemeester van Waterland-Oudeman.

## Initiatiefnemer
Alfons Loontjens vestigde zich als bierbrouwer te Kaprijke. Tijdens de Eerste Wereldoorlog werden vele van Belgische brouwerijen gesloten, omwille van de opeising van het koper door de bezetter. Na de oorlog was dit de aanzet tot het fuseren van een 20-tal brouwerijen uit het Meetjesland. Ze kozen voor Brouwerij Krüger uit Eeklo als vestiging, die gespaard bleef van sluiting. Het initiatief tot deze fusie werd genomen door Alfons Loontjens. De voorzitter werd wel Georges Euerard, eigenaar van de site in Eeklo. Vanaf 1919 lieten de deelnemende brouwerijen uit het Meetjesland er hun bier brouwen. In 1978 werd de brouwerij overgenomen door Brouwerij Piedbœuf, heden een onderdeel van Anheuser-Busch InBev.

## Familie
Na zijn overlijden werd de brouwerij te Eeklo geleid door zijn zoon Urbain Loontjens (1910-1968). Een andere zoon was kanunnik Petrus Josephus Loontjens (1906-1983), directeur-generaal van de Zusters Kindsheid Jesu. Het was onder zijn bestuur dat het nieuwe Heilig Hart-ziekenhuis in 1965 werd uitgebreid met een nieuwbouw, sinds 2007 AZ Alma genaamd.